# توروف، استان لوبوسکی
توروو، استان لوبوسز (به لاتین: Turów, Lubusz Voivodeship) یک منطقهٔ مسکونی در لهستان است که در Gmina Nowogród Bobrzański واقع شده‌است.